# Yvonne Bönisch
Yvonne Snir-Bönisch, geboren als Bönisch, (Ludwigsfelde, 29 december 1980) is een Duits judoka.
Bönisch won tijdens de Olympische Zomerspelen 2004 in de halve finale van de Nederlandse Deborah Gravenstijn en in de finale won ze van de Noord-Koreaanse Kye Sun-Hui. Bönisch verloor zowel in 2003 als in 2005 de finale van het wereldkampioenschap van Kye Sun-Hui.

## Resultaten
- Europese kampioenschappen judo 2002 in Maribor  in het lichtgewicht
- Wereldkampioenschappen judo 2003 in Osaka  in het lichtgewicht
- Olympische Zomerspelen 2004 in Athene  in het lichtgewicht
- Wereldkampioenschappen judo 2005 in Caïro  in het lichtgewicht
- Europese kampioenschappen judo 2006 in Tampere 7e in het lichtgewicht
- Europese kampioenschappen judo 2007 in Belgrado  in het lichtgewicht
- Wereldkampioenschappen judo 2007 in Rio de Janeiro 7e in het lichtgewicht
- Olympische Zomerspelen 2008 in Peking 9e in het lichtgewicht

1992: Miriam Blasco ·
1996: Driulis González ·
2000: Isabel Fernández ·
2004: Yvonne Bönisch ·
2008: Giulia Quintavalle · 
2012: Kaori Matsumoto · 
2016: Rafaela Silva · 
2020: Nora Gjakova · 
2024: Christa Deguchi